# Tetractenos glaber
Tetractenos glaber је врста рибе из породице Tetraodontidae. Настањује плитке обалне и естуарске воде југоисточне Аустралије, где је распрострањена и бројна. Француски природњак Кристоф-Полин де ла Пуа де Фреминвил описао је врсту 1813. године, иако су је ранији записи помешали са њеним блиским рођаком, врстом T. hamiltonii. Ове две врсте су данас једини чланови рода Tetractenos након што су прошли кроз неколико таксономских промена од открића.
До 16 центиметара дугачка и са изразитим тамним шарама налик леопарду, ова риба има заобљену предњу страну тела које се идући од главе ка репу сужава. За разлику од већине сродних врста, она на свом телу нема истакнуте бодље. Као и друге врсте из њене породице, и она може да се надува водом или ваздухом. Храни се претежно мекушцима и раковима, а лови их у песку и блату доњег седимента. Често је нежељен улов риболоваца, пошто је врло отровна због тетродотоксина који је присутан у њеном телу, а једење ове рибе може довести до смрти човека. 

## Таксономија
Француски природњак Кристоф-Полин де ла Пуа де Фреминвил описао је ову рибу 1813. године као Tetrodon glaber, на основу специмена који је Клод Риш прикупио у заливу Адвенчур у југоисточној Тасманији. Овај холотип је затим каталогизован у збирци француског природњака Александра Бронијара, али је касније изгубљен; након његове смрти, Бронијарова збирка била је предата париском музеју, а примерак се није појавио ни тамо, ни у било којој другој институцији. Специјско име glaber је од латинског придева glăber, што значи „ћелав”. Много научника је касније превидело Фреминвилов опис, што је резултирало збрком око ове врсте са уско сродном врстом Tetractenos hamiltoni; код бројних записа није јасно на коју се врсту они односе, мада оне из Викторије и Тасманије припадају овој врсти. Ово питање у научној литератури није у потпуности решено све до 1983. године.
Француски природњак Огист Димерил креирао је нови род када је објавио податке о овој врсти као Aphanacanthe reticulatus 1855. године на основу описа којег је написао његов земљак Габријел Биброн, који је убрзо након тога изненада умро. Касније латинизовано на Aphanacanthus, ово име било је повезано са претпостављеним типом врста Tetrodon reticulatus из рукописа Биброна. Изул ле Даноа је 1959. године изједначио ово име са Tetractenos hamiltoni, али је новозеландски зоолог Грејем Харди касније је прегледао примерке означене као T. hamiltoni и установио да их треба доделити врсти T. glaber .  Име рода Aphanacanthe — а не Aphanacanthus, пошто изворна ортографија има предност — имало би предност над тренутним именом рода Tetractenos . Међутим, то је nomen nudum јер не пружа довољно детаља или информација за дијагнозу или правилно описање врсте  пошто је Димерил написао само француски превод имена рода — „αφανης qui nе parait pas, ἃκανθα, épine” („без трња”).  
Британски ихтиолог Чарлс Тејт Реган описао је 1909. године Spheroides liosomus из узорака прикупљених у Мелбоурну, Хобарту, Порт Филипу и са острва Флајндерс. Приметио је да овој врсти недостају бодљи у поређењу са врстом Tetrodon hamiltonii, па је тврдио да је то посебна и одвојена врста. Аустралијски биолог Гилберт Вајтли изједначио је Реганов опис са Фреминвиловим оригиналним именовањем и дао је врсти комбинацију имена Spheroides glaber 1955. године, а касније и Gastrophysus glaber 1964. године.
Глатка надувана риба додељена је родовима Tetrodon (данас Tetraodon) и Sphaeroides, а оба рода креирана су само само како би се сместила ова риба  која није довољно слична другима из породице како би се сместила у неки од постојећих родова. Потом је сврставана у још неколико родова након што је постало јасно да не спада под ограничену дефиницију Tetr(a)odon,  укључујући Torquigener .  Увидевши да су глатке надуване рибе и обичне надуване рибе довољно различите од осталих врста да би могле добити свој род и да не постоји ваљано име рода, Харди је 1983. године пребацио ове врсте у нови род Tetractenos .  
Уобичајени називи укључују глатку надувану рибу разликују се широм Аустралије, па је тако неки зову и слузава надувана риба или жаболика риба, док аутохното становништво са друге стране има своје називе, између осталих и гагуни у околини Сиднеја, а то име забележио је још Вилијам Дејвс 1791. године у својим дневницима.

## Опис
Ова врста има издужено тело са заољеним леђима и равним стомаком, а укупна дужина одрасле јединке креће се између 3 и 16 центиметара.  Тело се сужава од главе према витком репу, а пераја су јој издужена и заобљена. Леђна пераја имају 9 до 11 гребена. Грудна пераја имакју 15 до 18 гребена, од којих је први веома кратак, а почињу знатно испод нивоа ока. Анална пераја имају 7–9 гребена и каудална пераја имају 11. Ова риба има мала уста са танким уснама на врху и малом брадом. Округле очи су фиксиране (не могу да се окрећу), горња ивица је у равни са профилом леђа, а доња ивица је знатно изнад уста. У благо удубљеном пределу испред очију налазе се две мале структуре у облику брадавице (папиле) које представљају носне органе. Отвори су окренути према задњој страни рибе, а затворени су поклопцима причвршћеним на зидове близу средње линије рибе. Први шкржни лук је издужен и узак са много ситних зуба. Ова риба има ситне бодље које су у потпуности смештене у унутрашњем слоју коже; оне се протежу по леђима од носних органа готово до дорзалног пераја, а такође и дуж бочних страна од ока до грудних пераја, као и дуж доњег дела тела, од уста до аналног отвора. Кожа је глатка чак и када је риба у потпуности надувана. Гута воду или ваздух преко поклопаца у грлу како би се надувала. 
Основна боја горњих делова тела је бледожута до жутозелена, веома прошарана неправилним браон мрљама које праве испреплетану мрежу, а има и неколико широких тамносмеђих трака, укључујући и оне између очију, између грудних пераја и у пределу дорзалног пераја. Подсећајући на мрље леопарда, ове испреплетане шаре настављају се горњој латералној страни дуж целог тела рибе, постајући сребрно-беле на доњим бочним деловима. Подбрадак и трбух су бели. Пераја имају бледу жуто-наранџасту нијансу, која је уочљивија у пределу репног пераја. На основу теренских истраживања у водама Сиднеја утврђено је да су женке веће и теже од мужјака. Величина рибе се повећава са старошћу јединке, па је за једну јединку која је била дуга 16 центиметара израчунато да је стара 13 година на основу испитивања њених отолита. Гонаде се развијају када јединке достигну укупну дужину од око 7 до 8 центиметара. Ова риба може се разликовати од осталих иначе сличних надуваних риба по недостатку бодљи на телу и по крупнијим шарама на горњим деловима тела.  

## Распрострањеност и станиште
Ова врста настањује подручја дуж источне и југоисточне обале Аустралије, од Моретонског залива на југоистоку Квинсленда до Порт Линколна у Јужној Аустралији, као и на Острву Кенгура и на Тасманији. Ово је једна од најчешћих риба у блатним подручјима залива Порт Филип. Обично живи у плиткој води дубокој до 3 метра, често у блатњавим подручјима и у естуарима. У подручјима у којима је дно покривено морском травом, ова риба се чешће налази у песковитим пределима која се граниче са областима високе концентрације морске траве, и то превасходно у водама плићим од 1,5 метра него у оним између 3,5 и 6 метара. Теренска истраживања спроведена у источној Аустралији у областима у којима је дно покривено алгама из породице Fucaceae и сличном фауном утврдила је да је да се ова риба окупља у већим групама у подручјима која садрже зелене алге.
Иако су кретања ове врсте слабо позната, истраживања показују да она проводи већину свог животног циклуса и размножава се у естуарима. Упркос томе, може се отпливати дубоко у слатководна подручја и то изван брактичних области. Године 1964. пронађена је група ове врсте у реци Ланг Ланг близу аутопута Саут Џипсленд — 34 километра далеко од залива Вестерн Порт и много даље од подручја плиме и осеке.

### Очување
Велики ареал распрострањења, бројност и стабилна популација ова врсте разлог су зашто је ова риба на ИУЦН црвеној листи означена као „последња брига”. Иако није забележен пад броја јединки, није познато да постоје штетни ефекти настали као последица уништавања њеног станишта — мангрова и приобалног морског дна богатог морским травама.

## Размножавање
Навике и понашања везана за размножавање ове врсте нису довољно познате и мало су истражене. Истраживања у реци Хоксбари и притокама северно од Сиднеја открила су да се ова врста размножава између априла и јула, стварајући пре тога залихе масти у својој јетри, од фебруара до априла.

## Исхрана
Tetractenos glaber има јаке чељусти које лако дробе шкољке и ракове. Она претежно храни бентосним организмима са дна вода у којима борави. Њена исхрана укључује мекушце попут Mytilus trossulus, Plebidonax deltoides, Soletellina alba, остриге из породице Crassostrea, ракове попут оних из рода Heloecius, као и шкампе и смеђе алге. Однос ракова и мекушаца у исхрани се увелико може разликовати у зависности од доступности одређене врсте хране; отуда, у студији спроведеној 1999. године, рак врсте Mictyris longicarpus преовлађивао је у њеној исхрани у Кауан Крику, док је црна дагња била доминантна у оближњем Беровра Крику. Експерименти су такође показали да се храни остригама и гастроподадма Bembicium auratum, те да има велики утицај на бројност популације ове врсте.
С обзиром на то да је ова риба врста која настањује подручја естуара, коришћена је у студијама загађења тешким металима у обалним водама. Риба тестирана у Сиднеју показала је да је количина токсина била највећа у гонадама, затим у мишићима, шкргама и јетри. Нејасно је зашто су концентрације метала биле ниже у јетри рибе (у поређењу са студијама контаминације код других риба), па то указује на потенцијалан закључак да су њихове ћелије јетре ефикасније у уклањању тих елемената. Ниво олова, кадмијума и никла одговарао је онима у седименту из којег је риба узета, што указује на то да је животиња тешке метале покупила током исхране. Гонаде мужјака имале су двадесет пута више арсена од женки, док шкрге код женки садрже тридесет пута више олова него код мужјака. Повишени нивои арсена, кобалта, кадмијума и олова у шкргама сугеришу да их је риба апсорбовала из околне воде. Експеримент излагања ове рибе радиоактивном кадмијуму и селенијуму у храни или води утврдио је да је кадмијум из хране био унет у организам и излучен путем јетре, док је кадмијум из воде задржао у цревима и потом излучио у јетру, шкрге и бубреге, што указује на то да ове рибе конзумирају много воде. Селенијум је доспео у шкрге, бубреге и јетру без обзира да ли се налазио у храни или води. Теренска истраживања на пловним путевима у Сиднеју показала су да повећане количине арсена, олова, кадмијума и кобалта одговарају смањеном нивоу липида у јетри и жлезданом ткиву, а повишени нивои кобалта и никла одговарају повећаном нивоу протеина у мишићном ткиву, јетри и ткиву гонада. Повишени нивои олова довели су до пропорционално мање величине јаја. Студија асиметрије рибљих костију код ове врсте у различитим деловима естуара река Сиднеј и Хоксбари показала је повезаност са изложеношћу органохлоридним пестицидима, али не и тешким металима, што указује да то да овај налаз може бити у корелацији са стресом од органске токсичности.

## Токсичност
Ова риба је непожељан улов за риболовце, јер је њено месо врло отровно и неприкладно за људску употребу. С обзиром на то да ова врста нема бодље на телу, то рибарима олакшава посао њиховог вађења из мрежа након што се надују кад буду ухваћене. Још су локални абориџини у Сиднеју Вилијаму Дејвсу крајем 18. века пријавили да је ова риба отровна. Човек по имену Џон Баф био је смртно отрован након што је 1821. године у близини Парамата ухватио и појео ову рибу у реци Дак; његов случај и накнадна истрага објављени су у часопису Sydney Gazette. Ова риба била је одговорна за смрт супруге и двоје деце капетана Бела из Њу Тауна у близини Хобарта, а овај случај који се десио у марту 1831. године био је веома испраћен у медијима. Хирург Џејмс Скот написао је:
Меланхолија и ужасан ефекат након што је поједена ова риба недавно је примећен у околини града Хобарта... Отров има снажан седативни карактер, ствара укоченост, губитак могућности говора, отежава гутање, ослабљује вид и снагу мишића, и на крају у потпуности онеспособљује нервне ћелије и доводи до смрти.[28]
Истрага о смрти догодила се 29. марта 1831. године. Три породичне слуге, од којих се чинило да је једна од њих отрована и болесна, одвојено су притворене како би се прекинула комуникација између њих док је истрага трајала. Порота је хтела да понови сценарио тровања па је овом рибом нахранила две мачке. Порота је такође сазнала да је један од слуга, Спид, ухватио 20-ак риба и однео их кући како би спремио оброк за породицу којој је служио. Комшија га је упозорио да не једе рибу зато што „није добра”, али он је то схватио као шалу. Истрага је завршена закључком да је дошло до инциденталне смрти, али је порота разматрала о томе да ли је Спид требало да буде оптужен за убиство без предумишљаја или чак убиство са предумишљајем пошто је добио упозорење од комшије. Упозорења о отровности ове рибе су званично издата након што је истрага завршена.
Токсичност ове рибе настаје захваљујући тетродотоксину који је нарочито концентрисан у јетри, јајницима, цревима и кожи. Многе врсте из ове групе риба садрже токсин, добијајући га од бактерија које користе тетродотоксин у својој исхрани. Конзумирање рибе може имати фаталне последице. Симптоми тровања који су претежно неуролошки укључују атаксију, а поред тога и укоченост и парестезију односно трњење устију, усана и екстремитета. Случајеви тровања кућних љубимаца настали су када су уловљене рибе остављене тамо где су љубимци могли да их дохвате и поједу.